# モデル・レイルローダー
『モデル・レイルローダー』（Model Railroader。略称 : MR）は、アメリカ合衆国の鉄道模型雑誌である。1934年、アル・C・カルムバックによって創刊され、ウィスコンシン州ウォキショーを拠点とする、カルムバック・メディア(Kalmbach Publishing)」によって月刊で刊行されている。この種の雑誌としては合衆国において最も歴史があり、日本の趣味誌である鉄道模型趣味もその記事を翻訳して掲載するなど、業務提携を行っていたことで知られる。
本誌は、鉄道模型趣味全般を幅広く扱っている。『レイルロード・モデル・クラフツマン (Railroad Model Craftsman) 』のような他の鉄道模型雑誌が、特定の分野やスケールに特化しているのに対して、MRはスクラッチビルドからキットバッシングなどまで幅広い分野を扱っている。製品紹介においては完成品やキットと同様に工具や消耗品も扱っている。雑誌には模型とレイアウトだけでなく、製作のための資料として、図面（三面図）や実物の写真と解説も掲載されている。長年にわたって受け継がれている模型の哲学として、レイアウトの設計と運転に特徴がある。
本誌と類似の雑誌の過去の記事の収集は、鉄道模型愛好家の間で一分野を構成している。雑誌を読むだけの者は"armchair model railroaders（安楽椅子鉄道模型愛好家）"と称される。多くの図面、レイアウトプラン、運転、信号の記事や橋、建物や情景（scenery）の作り方は、再録の上でカルムバック社から出版されており、愛好家の有益な資料となっている。
本誌には『トレインズ (Trains Magazine) 』と『クラシック・トイトレインズ・マガジン (Classic Toy Trains Magazine) 』を含む、カルムバック社から同様に発行される複数の姉妹誌がある。